# Мереншванд
Мереншванд (нім. Merenschwand) — громада  в Швейцарії в кантоні Ааргау, округ Мурі.

## Географія
Громада розташована на відстані близько 80 км на північний схід від Берна, 29 км на південний схід від Аарау.
Мереншванд має площу 13,5 км², з яких на 11,2% дозволяється будівництво (житлове та будівництво доріг), 66,5% використовуються в сільськогосподарських цілях, 14,3% зайнято лісами, 7,9% не є продуктивними (річки, льодовики або гори).

## Демографія
2019 року в громаді мешкало 3667 осіб (+16,4% порівняно з 2010 роком), іноземців було 20,3%. Густота населення становила 271 осіб/км².
За віковим діапазоном населення розподілялося таким чином: 22,9% — особи молодші 20 років, 64,2% — особи у віці 20—64 років, 13% — особи у віці 65 років та старші. Було 1389 помешкань (у середньому 2,6 особи в помешканні).
Із загальної кількості 1573 працюючих 143 було зайнятих в первинному секторі, 810 — в обробній промисловості, 620 — в галузі послуг.